# Comotor

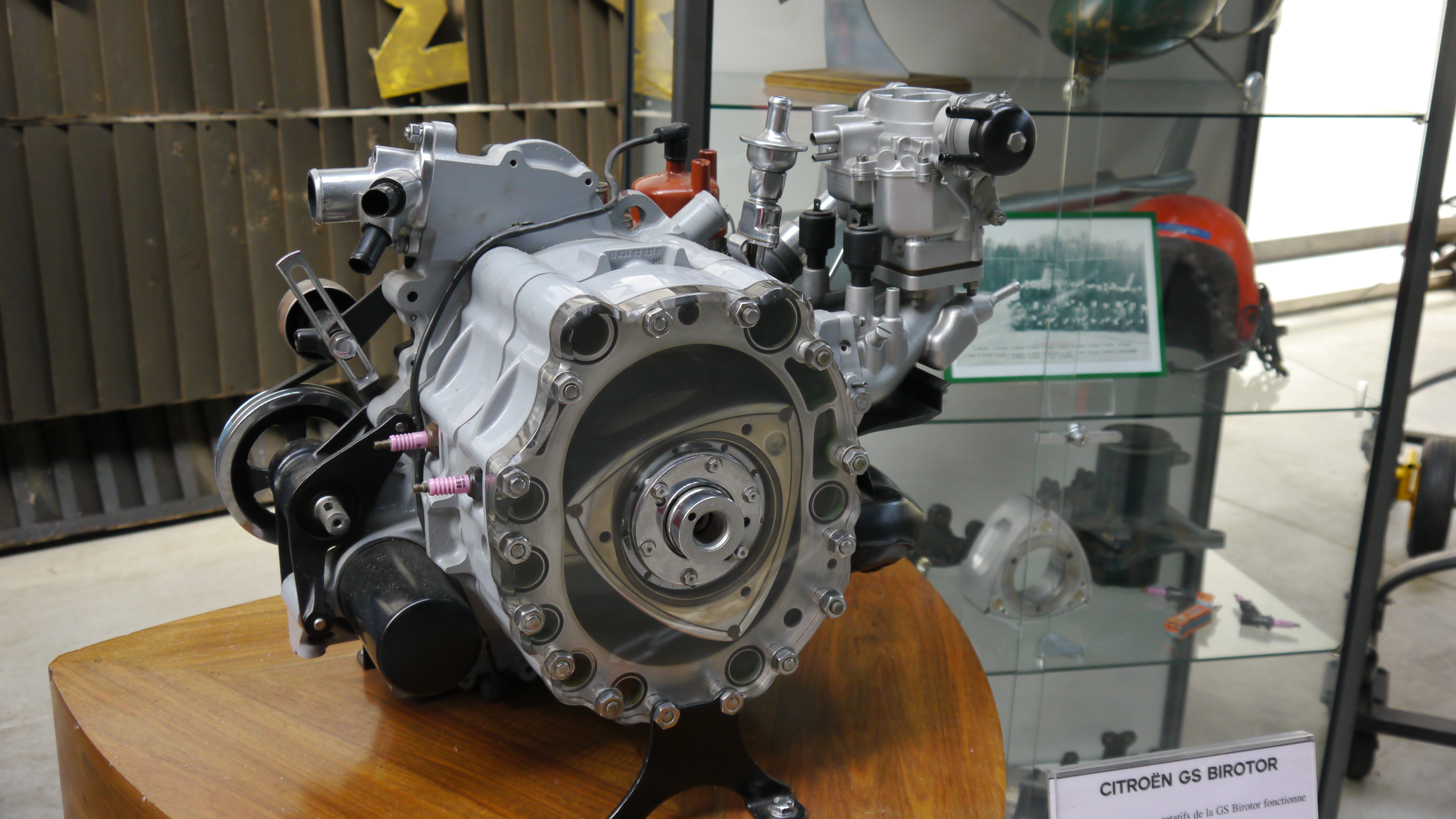
Moteur rotatif de la Citroën GS Birotor

Comotor SA, Compagnie européenne de construction de moteurs automobiles, est une entreprise commune aux constructeurs français Citroën et allemand NSU. 
Créée au Luxembourg le 3 mai 1967, son but est de produire des moteurs Wankel bi-rotor, notamment pour le prototype Citroën M35 et quelque temps plus tard, pour la Citroën GS Birotor, mais aussi un Hélicoptère le « Citroën RE-2». Elle fait suite à la société d'études Comobil, une collaboration débutée en trois ans plus tôt entre les deux mêmes constructeurs et qui avait pour objectif l'étude d'un modèle d'automobile équipé d'un moteur à piston rotatif NSU-Wankel,
Une usine de production est construite en 1969 en Allemagne, à Altforweiler. Elle produira les moteurs de la Citroën GS Birotor et de la NSU Ro 80 à partir de fin 1972 avant d'être démantelée en 1977, après la décision d'abandonner le développement du moteur rotatif. Elle employait 200 personnes.
En mars 1965, N.S.U. et Citroën avaient créé à Genève la société d'études Comobil SA, chargée de la préparation et de l'étude d'un modèle automobile équipé d'un moteur rotatif N.S.U.-Wankel. L'ingénieur Wankel ayant vendu des licences de ses brevets dans la plupart des pays industrialisés et notamment au Japon, où un constructeur avait déjà présenté un prototype de véhicule équipé d'un moteur Wankel.
En 1967, NSU prépare le lancement de la première voiture européenne équipée d’un moteur rotatif, la Ro 80 (Ro pour rotatif). Mais la situation de NSU n’est pas florissante. Malgré son dynamisme technique apparent, le petit constructeur allemand est exsangue et Volkswagen rachète pour quelques marks la marque en juin 1969. C'est un coup très dur pour Citroën qui doit poursuivre seul les investissements, sans l’aide du nouvel allié allemand qui n’a jamais voulu entendre parler de cette technologie.
Malgré ces premiers déboires, Citroën investit toujours plus dans cette voie. Malgré les ventes plus qu'anecdotiques de la Ro 80, Citroën lance une petite série prototype de Citroën M35 équipée d’un moteur « Comotor » avec un seul rotor, une voiture commercialisée auprès d’une clientèle triée sur le volet pour effectuer un test de fiabilité grandeur nature, bricolée à partir d’une Ami8, équipée de la suspension hydropneumatique.... Malgré cet échec cuisant, jamais les 500 exemplaires envisagés ne seront vendus, Citroën persiste encore et propose en 1973 une version de la GS lancée en 1970, équipée d’un moteur rotatif Comotor : un peu différent de celui de la NSU Ro 80, avec des carburateurs différents qui diminuent la puissance du moteur, 107 ch contre 115 pour la Ro 80.
Comme un malheur n'arrive jamais seul, même le calendrier n’est pas bon. La GS Birotor, dont la particularité remarquable est sa consommation plus qu'excessive, 25 litres aux 100 km !, et son prix supérieur à celui de la plus chère des DS, arrive en pleine crise pétrolière. Pour Citroën, rien ne va plus : les caisses sont vides après les échecs successifs, la baisse des ventes de l’ensemble des modèles, le coût trop important de l’aventure du moteur Wankel, la DS vieillissante, la SM trop compliquée et un actionnaire majoritaire désirant vendre à un actionnaire minoritaire (Fiat) indésirable. Citroën doit déposer le bilan malgré le lancement de la CX en 1974 aurait aussi du recevoir un moteur rotatif birotor de 1,5 litre développant 160 chevaux, elle se contentera des moteurs de la DS. 
Le général De Gaulle ayant mis son véto formel à la reprise de Citroën et de Berliet par le groupe italien, il fera en sorte que Michelin cède à Peugeot le contrôle de Citroën début 1975 et à Renault celui de Berliet, au grand dam des textes et accords européens sur la concurrence. Adieu GS Birotor, dont le logo représentait schématiquement son moteur, après seulement 874 exemplaires fabriqués. Adieu aussi à la SM trop gourmande.... Place aux modèles « sérieux » plus traditionnels issus de la collaboration avec Peugeot : la première Citroën de l’ère Peugeot sera la LN, réalisée sur la plate forme de la Peugeot 104.
La société Comotor a été dissoute en 1977 après avoir essuyé d'énormes pertes financières. Le moteur rotatif était, certes, une prouesse technologique sur le papier et au stade du prototype mais un colossal échec industriel.